# Discographie des productions d'Eminem

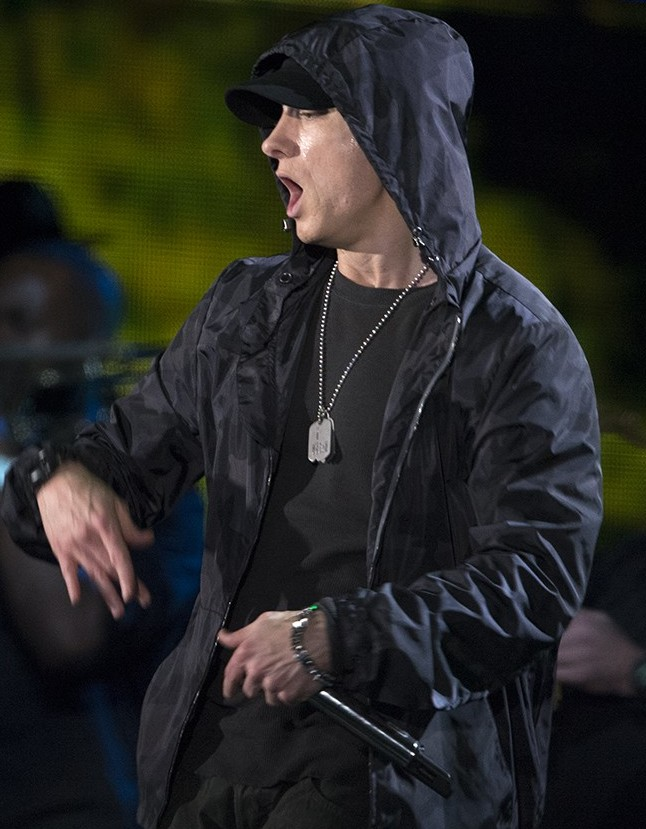
Eminem en concert à Washington, D.C. (2014)

En dehors de son métier de rappeur, Eminem travaille aussi en tant que producteur, que ce soit pour lui-même ou d'autres artistes. Voici une liste d'artistes (classée par ordre alphabétique) pour lesquels il a composé avec le nom des chansons en question.

## Eminem
- The Marshall Mathers LP
  - The Way I Am
  - Drug Ballad
  - Amityville (featuring Bizarre de D-12)
  - Under The Influence
  - Criminal

- The Eminem Show
  - White America
  - Cleanin' Out My Closet
  - Square Dance
  - Soldier
  - Say Goodbye Hollywood
  - Drips (featuring Obie Trice)
  - Without Me
  - Sing for the Moment
  - Superman
  - Hailie's Song
  - When The Music Stops (featuring D-12)
  - Till I Collapse (featuring Nate Dogg)

- 8 Mile Soundtrack
  - Lose Yourself
  - Love Me - (Eminem, Obie Trice & 50 Cent)
  - 8 Mile 
  - Places To Go
  - 8 Miles and Running (featuring Jay-Z & Freeway)
  - Rap Game
  - Rabbit Run

- Encore
  - Yellow Brick Road
  - Like Toy Soldiers
  - Puke
  - My 1st Single
  - Spend Some Time (featuring Obie Trice, Stat Quo & 50 Cent)
  - Mockingbird
  - Crazy In Love
  - One Shot 2 Shot (featuring D-12)

- Curtain Call - The Hits
  - Fack
  - The Way I Am
  - Lose Yourself
  - Shake That (featuring Nate Dogg)
  - Sing for the Moment
  - Without Me
  - Like Toy Soldiers
  - Mockingbird
  - Cleanin' Out My Closet
  - When I'm Gone

- Eminem Presents: The Re-Up
  - Shady Narcotics
  - We're Back (featuring Stat Quo, Obie Trice, Bobby Creekwater & Ca$his)
  - Pistol Pistol (Remix) (Obie Trice)
  - Murder (Bizarre & Kuniva de D-12)
  - The Re-Up (featuring 50 Cent)
  - Eminem You Don't Know(featuring 50 Cent, Ca$his & Lloyd Banks)
  - Jimmy Crack Corn (Eminem & 50 Cent)
  - Trapped (Proof de D-12)
  - Public Enemy #1 (Eminem)
  - Ski Mask Way (Remix) (50 Cent)
  - No Apologies (Eminem)

- Anger Management Tour 3 Mixtape
  - Anger Management
  - Fubba U Cubba Cubba

- Relapse
  - We Made You (coproduit par Dr. Dre & Doc Ish)
  - Beautiful
  - Careful What You Wish For (Titre bonus)
  - My Darling (Titre bonus)

- Relapse: Refill
  - Buffalo Bill (coproduit par Dr. Dre)
  - Elevator

- Recovery
  - W.T.P. (production additionnelle seulement / produit par Supa Dups & JG)
  - Not Afraid (production additionnelle seulement avec Jordan Evans & Matthew Burnett / produit par Boi-1da)

- The Marshall Mathers LP 2
  - Parking Lot
  - Rhyme or Reason (coproduit par Rick Rubin)
  - So Much Better
  - Asshole (avec Skylar Grey, production additionnelle seulement / produit par Alex da Kid)
  - Brainless
  - Stronger Than I Was
  - Headlights (avec Nate Ruess, coproduit par Emile Haynie et Jeff Bhasker)
  - Evil Twin (production additionnelle seulement / produit par Sid Roams)
  - Baby
  - Groundhog Day (production additionnelle seulement / produit par Cardiak & Frank Dukes)
  - Beautiful Pain (production additionnelle seulement / produit par Emile Haynie)

- Shady XV
  - Shady XV (Eminem)
  - Psychopath Killer (Slaughterhouse feat. Eminem & Yelawolf)
  - Die Alone (Eminem feat. Kobe)
  - Vegas (Bad Meets Evil)
  - Y'all Ready Know (Slaughterhouse)
  - Guts Over Fear (Eminem feat. Sia)
  - Down (Yelawolf)
  - Bane (D12)
  - Fine Line (Eminem)
  - Twisted (feat. Skylar Grey & Yelawolf )
  - Right For Me (Eminem)
  - Detroit VS Everybody (Eminem, Royce da 5'9", Big Sean, Danny Brown, Dej Loaf, Trick-Trick)
  - Till It's Gone (Yelawolf ) (titre bonus)

- Revival
  - Believe
  - Untouchable
  - Like Home (coproducteur)
  - Bad Husband (coproducteur)
  - Framed (coproducteur)
  - Offended (coproducteur)

- Kamikaze
  - The Ringer
  - Lucky You
  - Paul (skit)
  - Em Calls Paul (skit)
  - Stepping Stone
  - Not Alike
  - Kamikaze
  - Fall
  - Nice Guy (featuring Jessie Reyez)
  - Good Guy (featuring Jessie Reyez)
  - Venom

- Music to Be Murdered By
  - Premonition (Intro)
  - Unaccommodating (featuring Young M.A) (production additionnelle)
  - You Gon' Learn (featuring Royce da 5'9" & White Gold) (coproducteur)
  - Those Kinda Nights (featuring Ed Sheeran) (coproducteur)
  - In Too Deep (coproducteur)
  - Godzilla (featuring Juice Wrld) (production additionnelle)
  - Darkness
  - Stepdad
  - Marsh
  - Never Love Again (production additionnelle)
  - Farewell (production additionnelle)
  - No Regrets (featuring Don Toliver) (production additionnelle)
  - I Will (featuring Kxng Crooked, Royce da 5'9" & Joell Ortiz)

- Music to Be Murdered By: Side B (Deluxe Edition) - CD2
  - Alfred (Intro)
  - Black Magic (featuring Skylar Grey) (production additionnelle)
  - Alfred's Theme
  - Tone Deaf
  - Book of Rhymes
  - Favorite Bitch (featuring Ty Dolla Sign) (coproducteur)
  - Guns Blazing (featuring Dr. Dre & Sly Pyper) (coproducteur)
  - Higher
  - These Demons (featuring Maj)
  - She Loves Me (production additionnelle)
  - Zeus (production additionnelle)

- Curtain Call 2
  - From the D 2 the LBC (featuring Snoop Dogg)
  - Is This Love ('09) (featuring 50 Cent) (production additionnelle)

- The Death of Slim Shady (Coup de Grâce)
  - Houdini

## 50 Cent
- Get Rich or Die Tryin'
  - Patiently Waiting (Featuring Eminem)
  - Don't Push Me (Featuring Lloyd Banks & Eminem)

- The Massacre
  - Intro
  - I'm Supposed To Die Tonight
  - Gatman And Robbin (Featuring Eminem) 
  - My Toy Soldier (Featuring Tony Yayo)

- Curtis
  - Peep Show (Featuring Eminem)

- Before I Self Destruct
  - My Reign

## Akon
- Konvicted
  - Smack That (Featuring Eminem)

## Bad Meets Evil
- Fast Lane

## B.o.B
- B.o.B Presents: The Adventures of Bobby Ray
  - Airplanes part.2 (Featuring Eminem & Hayley Williams - coproduit par Alex da Kid & Luis Resto)

## Ca$his
- The County Hound EP
  - County Hound (Intro)
  - Gun Rule
  - Ms. Jenkins (Bohemian Rhapsody Sample)
  - Pistol Poppin' (Featuring Eminem)
  - Lac Motion

## D-12
- Devil's Night
  - Pistol Pistol
  - American Psycho
  - Purple Pills
  - Instigator
  - Pimp Like Me
  - Blow My Buzz
  - Devil's Night
  - Girls

- D12 World
  - Git Up
  - Loyalty (Featuring Obie Trice)
  - My Band
  - Six In The Morning
  - Get My Gun
  - Bitch

## DMX
- Cradle 2 The Grave original soundtrack
  - Go To Sleep (Featuring Obie Trice & Eminem)

## Lloyd Banks
- The Hunger For More
  - On Fire
  - Warrior Part 2 (Featuring Eminem, Nate Dogg & 50 Cent)
  - Till The End (Featuring Nate Dogg)

- Rotten Apple
  - Hands Up (Featuring 50 Cent)
  - NY NY (Featuring Tony Yayo)

## Tony Yayo
- Thoughts Of A Predicate Felon
  - Drama Setter (Featuring Eminem & Obie Trice)
  - It Is What It Is (Featuring Spider Loc)

## Young Buck
- Buck The World
  - Lose My Mind/Funeral Music (Featuring 50 Cent)

## Hush
- Bulletproof
  - Hush Is Coming (Featuring Nate Dogg)
  - Off To Tijuana (Featuring D12)

## Jay-Z
- The Blueprint
  - Renegade (Featuring Eminem)

- The Black Album
  - Moment Of Clarity

- 8 Mile Soundtrack
  - 8 Miles And Runnin' (Featuring Freeway)

## Lil Scrappy
- Bred 2 Die, Born 2 Live
  - Lord Have Mercy

## Nas
- God's Son
  - The Cross

## The Notorious B.I.G.
- Duets: The Final Chapter
  - It Has Been Said (Eminem, Obie Trice & P. Diddy)

## Obie Trice
- Cheers
  - Average Man
  - Cheers
  - Got Some Teeth
  - Lady (Featuring Eminem)
  - Don't Come Down
  - We All Die One Day (Featuring Lloyd Banks, Eminem & 50 Cent)
  - Hands On You (Featuring Eminem)
  - Never Forget Ya
  - Outro (Featuring D-12)

- Second Round's On Me
  - Wake Up 
  - Violent 
  - Lay Down 
  - Ballad Of Obie Trice
  - Jamaican Girl (Featuring Brick & Lace) 
  - Kill Me A Mutha
  - There They Go (Featuring Big Herk, Eminem & Trick Trick)
  - Everywhere I Go (Featuring 50 Cent)

## The Game
- The Documentary
  - We Ain't (Featuring Eminem)

## T.I.
- T.I. Vs T.I.P.
  - Touchdown (Featuring Eminem)

## Trick-Trick
- The People vs.
  - Welcome 2 Detroit (Featuring Eminem)
  - No  More To Say (Featuring Eminem & Proof)
- The Villain
  - Trick-Trick
  - Who Want It (Featuring Eminem)
  - Follow Me
  - Crazy

## Tupac Shakur
- Loyal to the Game
  - Ghetto Gospel
  - Thugs Get Lonely Too (Featuring Nate Dogg)
  - Soldier Like Me (Featuring Eminem)
  - Black Cotton (Featuring Eminem)
  - Loyal To The Game (Featuring G-Unit)
  - The Uppercut (Featuring E.D.I. and Young Noble)
  - Out On Bail
  - Who Do You Love?
  - Crooked Nigga Too
  - Don't You Trust Me? (Featuring Dido)
  - Hennessy' (Featuring Obie Trice)

- Tupac: Resurrection
  - Ghost
  - One Day At A Time (Featuring Eminem & The Outlawz)
  - Runnin' (Dying To Live) (Featuring The Notorious B.I.G.)

## Xzibit
- Restless
  - Don't Approach Me (Featuring Eminem)

- Man vs. Machine
  - My Name (Featuring Eminem & Nate Dogg)

## Autres
- Strike - Pale Moonlight (Featuring Eminem & Dina Rae)
- Bizarre - Rockstar
- Proof - Pray For Me
- Proof - Ou ouuu
- Proof - Wots Up
- Proof - Oil Can Harry (featuring Eminem)
- Jadakiss - Welcome To D Block (featuring Styles P, Eminem & Sheek Louch)
- Redman - I See Dead People
- Royce da 5'9" - Life
- Obie Trice - Shady Baby
- Young Zee - We Came To Party (featuring Eminem & Rah Digga)
- King Gordy - Nightmares
- King Gordy - The Pain
- King Gordy - When Darkness Falls
- Method Man - What The Beat (Featuring Eminem & Royce da 5'9")
- Obie Trice - Rap Name
- Eminem - Stimulate
- Oh Yeah - Kez (Featuring Big Ax-D)
- Tony Touch - Get Back (featuring D-12)
- Bizarre, King Gordy, Livio & Gambino - Oh Mary
- Mic Pass - Bar (featuring Kez, DelinQuent & Big Ax-D)
- Boo Yaa Tribe - 911 (featuring Eminem & B-Real)
- D-12 - Shit On You
- Akon- Smack That Remix (featuring Stat Quo & Bobby Creekwater)
- Eminem - The Kids
- Masta Ace - The Slaughterhouse (Remix)
- Sticky Fingaz - What If I Was White

## Singles
- 2000: The Way I Am (Eminem)
- 2002: Without Me (Eminem)
- 2002: Superman (Eminem)
- 2002: Cleanin' Out My Closet (Eminem)
- 2003: Sing for the Moment (Eminem)
- 2004: On Fire (Lloyd Banks)
- 2004: Like Toy Soldiers (Eminem)
- 2004: Thugs Get Lonely Too (Tupac featuring Nate Dogg)
- 2005: Ghetto Gospel (Tupac featuring Elton John)
- 2005: Welcome 2 Detroit (Trick Trick featuring Eminem)
- 2005: Mockingbird (Eminem)
- 2005: When I'm Gone (Eminem)
- 2006: Hands Up (Lloyd Banks featuring 50 Cent)
- 2006: Shake That (Eminem featuring Nate Dogg)
- 2006: Smack That (Akon featuring Eminem)
- 2006: You Don't Know (Eminem featuring 50 Cent, Lloyd Banks, & Ca$his)
- 2007: Lac Motion (Ca$his)
- 2009: Beautiful (Eminem)
- 2016 : Campaign Speech (Eminem)
- 2018 : Venom (Music From The Motion Picture) (Eminem)
- 2020 : The Adventures Of Moon Man & Slim Shady (Kid Cudi featuring Eminem)
- 2022 : The King and I (Eminem featuring CeeLo Green)
- 2022 : From The D 2 The LBC (Eminem featuring Snoop Dogg)